# Naissance en 845
Naissance
- 841
- 842
- 843
- 844
- 845
- 846
- 847
- 848
- 849

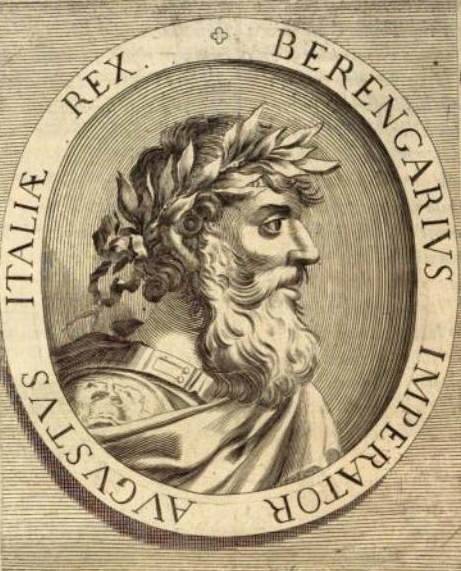
L'empereur Bérenger Ier de Frioul, né en 845.

Cette page dresse une liste de personnalités nées au cours de l'année 845 :
- Árpád, duc de Hongrie.
- Charles de Provence, roi de Provence et de Bourgogne Cisjurane.
- Clair du Beauvaisis,  prêtre bénédictin, originaire du Kent, apôtre en Normandie et martyr de la chasteté dans le Beauvaisis.
- Ki no Haseo, politicien, érudit et poète japonais.
- Sugawara no Michizane, poète et un homme politique du Japon.
- Régnier de Metz d’Ardenne, comte d'Ardenne de Bouillon et d'Hasbais.
- Ricfried, comte de Betuwe (en) (Betuwe).
- Minamoto Yoshiari, fonctionnaire de la cour japonaise pendant l'époque de Heian et le fondateur de l'école Takeda d'archerie.

date incertaine (vers 845)
- Bérenger Ier de Frioul, roi d'Italie puis empereur d'Occident.
- Liutgarde de Saxe, roi de Francie orientale (incluant la Saxe puis la Bavière).
- Richilde d'Ardennes, reine des Francs.

## Crédit d'auteurs
- Cet article est partiellement ou en totalité issu de l'article intitulé « 845 » (voir la liste des auteurs).